# Trichomalopsis
Trichomalopsis är ett släkte av steklar som beskrevs av Crawford 1913. Trichomalopsis ingår i familjen puppglanssteklar.

## Dottertaxa tillTrichomalopsis, i alfabetisk ordning[1][2]
- Trichomalopsis acarinata
- Trichomalopsis acuminata
- Trichomalopsis albopilosus
- Trichomalopsis americana
- Trichomalopsis apanteloctena
- Trichomalopsis arzoneae
- Trichomalopsis australiensis
- Trichomalopsis braconis
- Trichomalopsis braconophaga
- Trichomalopsis caricicola
- Trichomalopsis closterae
- Trichomalopsis deplanata
- Trichomalopsis dubia
- Trichomalopsis exigua
- Trichomalopsis fucicola
- Trichomalopsis genalis
- Trichomalopsis germanica
- Trichomalopsis hemiptera
- Trichomalopsis heterogynidis
- Trichomalopsis iambe
- Trichomalopsis lasiocampae
- Trichomalopsis leguminis
- Trichomalopsis littoralis
- Trichomalopsis maura
- Trichomalopsis microptera
- Trichomalopsis neelagastra
- Trichomalopsis nigra
- Trichomalopsis oryzae
- Trichomalopsis ovigastra
- Trichomalopsis pappi
- Trichomalopsis peregrina
- Trichomalopsis pompilicola
- Trichomalopsis potatoriae
- Trichomalopsis punctata
- Trichomalopsis sarcophagae
- Trichomalopsis scaposa
- Trichomalopsis shirakii
- Trichomalopsis subapterus
- Trichomalopsis submarginata
- Trichomalopsis tachinae
- Trichomalopsis tenuicornis
- Trichomalopsis thekkadiensis
- Trichomalopsis tigasis
- Trichomalopsis travancorensis
- Trichomalopsis zhaoi